# Башгиль, Али Фуат
Али Фуат Башгиль (тур. Ali Fuat Başgil, 1893 — 17 апреля 1967) — турецкий политик и юрист.

## Биография
Родился в 1893 году в Чаршамбе. Учился там же. Во время Первой мировой войны воевал на Кавказском фронте.
После окончания боевых действий сначала пытался продолжить учёбу в Стамбуле, но затем уехал во Францию. Там он окончил юридический лицей в Гренобле, а также получил степень доктора философии в Парижском университете.
В 1929 году вернулся в Стамбул. Занимал должность заместителя генерального директора Департамента Высшего образования. Преподавал право в Стамбульском и Анкарском университетах. Был деканом юридического факультета при Стамбульском университете.
В 1937 году стал консультантом в области турецкой миссии при ассамблее ООН в Женеве. Принимал участие в ряде международных юридических конференций и форумов, в том числе Главном исламском конгрессе, проходившем в 1952 году в пакистанском городе Карачи.
После переворота 1960 года был арестован за критику новой власти, до 29 марта 1961 находился в военной тюрьме Балмумджу. Это дало толчок к началу политической карьеры Башгиля.
В 1961 году был избран членом Сената от партии справедливости. Он намеревался выдвинуть свою кандидатуру на президентских выборах, которые должны были пройти в том же году, но был вынужден отказаться от этих планов и уйти с поста сенатора вследствие давления оказываемого на него находящимися у власти военными.
В 1965 году был избран членом Великого национального собрания. В качестве парламентария возглавлял конституционную комиссию.
Умер 17 апреля 1967 года.
Был сторонником секуляризма, но, будучи демократом и сторонником права на свободное выражение мыслей, не одобрял осуществляющихся в Турции репрессий против верующих. За это Садеттин Бильгич назвал его «моджахедом демократии».